# Europees Agentschap voor de veiligheid van de luchtvaart

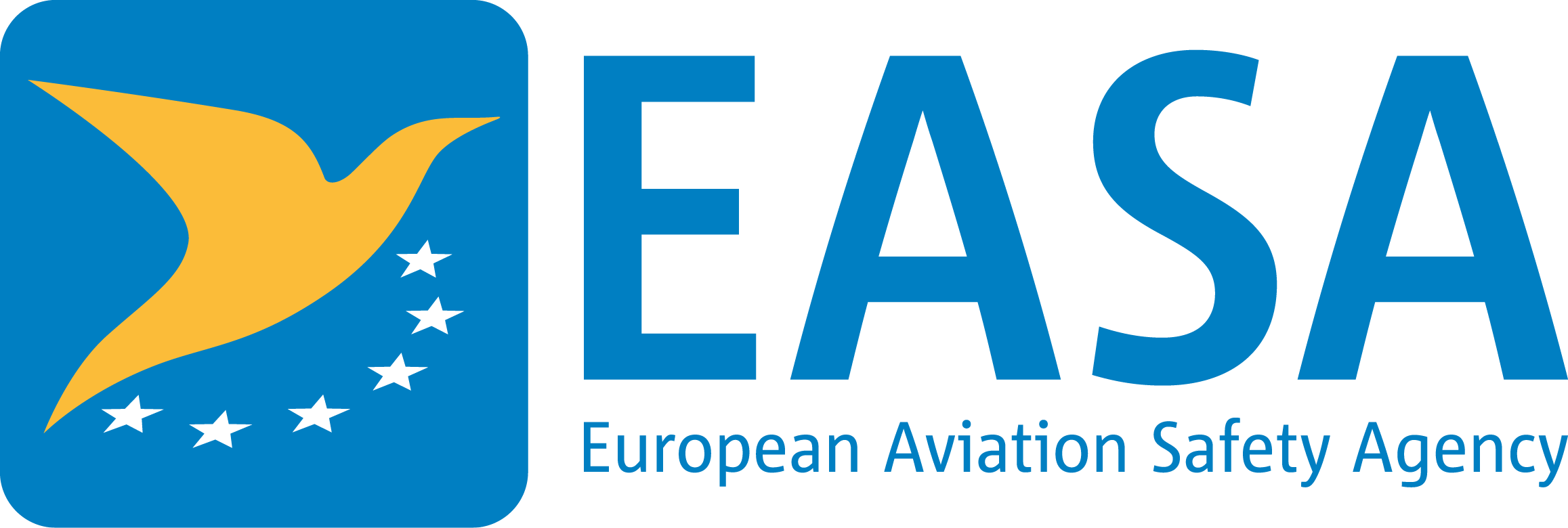
Logo van de EASA

Het Europees Agentschap voor de veiligheid van de luchtvaart (Eng: European Aviation Safety Agency; EASA) is een agentschap van de Europese Unie, opgericht in 2002, oorspronkelijk met verordening (EU) 2002/1592, nadien gewijzigd en in 2018 vervangen door de algemene luchtvaartverordening (EU) 2018/1139. Het agentschap is gevestigd in Keulen (Duitsland).
Het agentschap helpt de EU wetten en regels voor een veilige luchtvaart, ook voor onbemande luchtvaartuigen (drones), te ontwikkelen en verleent de Commissie bijstand bij de controle op de toepassing van EU-regels. Het agentschap verleent ook technische bijstand aan internationale organisaties die voor de veiligheid van de burgerluchtvaart en de bescherming van het milieu verantwoordelijk zijn. Voorts helpt het agentschap luchtvaartautoriteiten in derde landen.
Het agentschap heeft het recht bepaalde beslissingen te nemen (bijvoorbeeld het uitreiken van typecertificaten voor luchtvaartproducten).
De voorloper van EASA was de JAA (Joint Aviation Authorities), gevestigd in Hoofddorp.